# Sorkwity (gemeente)
De gemeente Sorkwity is een landgemeente in het Poolse woiwodschap Ermland-Mazurië, in powiat Mrągowski.
De zetel van de gemeente is in Sorkwity.
Op 30 juni 2004 telde de gemeente 4620 inwoners.

## Oppervlakte gegevens
In 2002 bedroeg de totale oppervlakte van gemeente Sorkwity 184,56 km², waarvan:
- agrarisch gebied: 50%
- bossen: 28%

De gemeente beslaat 17,33% van de totale oppervlakte van de powiat.

## Demografie
Stand op 30 juni 2004:
| Omschrijving                   | Totaal | Totaal | Vrouwen | Vrouwen | Mannen | Mannen |
| ------------------------------ | ------ | ------ | ------- | ------- | ------ | ------ |
| eenheid                        | aantal | %      | aantal  | %       | aantal | %      |
| inwoners                       | 4620   | 100    | 2313    | 50,1    | 2307   | 49,9   |
| bevolkingsdichtheid (inw./km²) | 25     | 25     | 12,5    | 12,5    | 12,5   | 12,5   |

In 2002 bedroeg het gemiddelde inkomen per inwoner 1334,28 zł.

## Administratieve plaatsen (sołectwo)
Borowe, Borowski Las, Burszewo, Choszczewo, Gizewo, Jełmuń, Jędrychowo, Kozłowo, Maradki, Nibork, Pustniki, Rozogi, Rybno, Sorkwity, Stama, Surmówka, Stary Gieląd, Szymanowo, Warpuny, Zyndaki.

## Overige plaatsen
Bałowo, Gieląd Mały, Głodowo, Janiszewo, Janowo, Karczewiec, Kozarek Mały, Kozarek Wielki, Lesiny, Maradzki Chojniak, Miłuki, Młynik, Nowy Gieląd, Piłaki, Rodowe, Słomowo, Stary Gieląd, Szarłaty, Szelągówka, Tyszkowo, Wilamówko, Wola Maradzka, Zamkowo, Załuki.

## Aangrenzende gemeenten
Biskupiec, Dźwierzuty, Kolno, Mrągowo, Piecki, Reszel